# Atle Kvålsvoll
Atle Sturla Kvålsvoll (Trondheim, 10 de abril de 1962) é um ex-ciclista profissional norueguês. Competiu no Tour de France seis vezes entre 1988 e 1994, dos quais quatro conseguiu terminar a corrida. Seu melhor desempenho foi em 1990, quando terminou em 26º e contribuiu para Greg LeMond ganhar a camisa amarela. Competiu na prova de estrada (individual) nos Jogos Olímpicos de Verão de 1984 em Los Angeles, terminando na 20ª posição.
Kvålsvoll terminou em segundo no Tour DuPont (Estados Unidos) em 1990 e 1991.